# Emmesomyia cincinnata
Emmesomyia cincinnata este o specie de muște din genul Emmesomyia, familia Anthomyiidae, descrisă de Ackland în anul 1995.
Este endemică în Uganda. Conform Catalogue of Life specia Emmesomyia cincinnata nu are subspecii cunoscute.